# Mélida Anaya Montes
Mélida Anaya Montes, coneguda pel nom de guerra de «Comandante Ana María», (Santiago Texacuangos, 17 de maig de 1929 - Managua, 6 d'abril de 1983) va ser una pedagoga i activista política salvadorenca, cofundadora de l'organització armada Forces Populars d'Alliberament (FPA), que el 1980 va conformar el Front Farabundo Martí per a l'Alliberament Nacional (FMAN).

## Trajectòria
Va realitzar estudis de magisteri a l'Escola Normal Femenina de San Salvador i va rebre un doctorat en Educació de la Universitat del Salvador. Va impartir classes en diferents escoles i va arribar a ser subdirectora de l'Escola Normal Superior "Alberto Masferrer". A finals dels anys 1960 es va convertir en una de les principals líders de l'Associació Nacional d'Educadors Salvadorencs (ANDES 21 de Juny), de la qual el 1968 va ser elegida secretària general. Al costat d'altres líders magisterials, el 1968 i el 1971 va conduir les vagues dels professors de primària i secundària, que van crear un greu problema per al govern del coronel Fidel Sánchez Hernández.
El 1970, Salvador Cayetano Carpio («Comandante Marcial»), exsecretari general del Partit Comunista Salvadorenc i altres dirigents obrers i universitaris, van fundar la primera organització guerrillera del Salvador: les Forces Populars d'Alliberament (FPA). A mitjans dels anys 1970, Anaya va arrossegar el gremi magisterial al Bloc Popular Revolucionari (BPR), front de masses de les FPA, i es va convertir en la segona persona de major responsabilitat al comandament central de les FPA. El BPR va protagonitzar vagues, preses de temples i ambaixades, manifestacions de carrer i tota la turbulència que presagiava la guerra que anava a sacsejar al país en els anys següents.
Després del triomf de la Revolució Sandinista, el 1980 es va traslladar a Nicaragua, juntament amb els altres membres del Comandament Central de les FPA. El 1983 es van intensificar els debats interns sobre la ideologia de les FPA. Ella va representar un corrent socialista moderat enfront de les tesis marxistes-leninistes de l'Aliança Obrera-Camperola i l'estratègia militar de la Guerra Popular Prolongada defensades per Cayetano Carpio.

## Assassinat
El 6 d'abril de 1983 va ser assassinada mentre dormia a la seva residència, als afores de la ciutat de Managua, amb 53 anys d'edat. Va rebre 82 punyalades amb un picagel i un tret, segons va explicar Tomás Borge, ministre de l'Interior de Nicaragua en aquell moment.
El primer comunicat de les FPA va atribuir el crim a la CIA. Marcial, informat telefònicament de l'assassinat, va decidir interrompre el seu viatge a Líbia i tornar a Managua. El 9 d'abril va aconseguir assistir als funerals i, durant el sepeli, va cridar a la unitat de la guerrilla.
El 20 d'abril, el Ministeri de l'Interior de Nicaragua va publicar un comunicat amb els noms dels salvadorencs que havien estat capturats per l'assassinat: «Rogelio A. Bazzaglia Recinos (28), autor intel·lectual i organitzador de l'acció criminal. Walter Ernesto Elías (18). Andrés Vázquez Malina (22) i Julio A. Soza Orellana (25), autors materials de l'assassinat i en poder del qual es van trobar armes, roba i altres mitjans utilitzats en el fet. Van ser capturats el dia 12 d'aquest mateix mes. Alejandro Romero Romero (24) i María Argueta Hernández (39), còmplices que van facilitar l'ingrés del grup homicida a la casa de la camarada Comandante Ana María». En aquell comunicat, també es va informar del suïcidi de Marcial el 12 d'abril de 1983, als seus 64 anys. Els periòdics van reprendre la versió oficial que aquella decisió va ser producte de la frustració i aclaparat per les circumstàncies que van envoltar l'assassinat d'Anaya.
El 9 de desembre de 1983, la Comissió Política de les FPA va emetre un comunicat en el qual va consignar -per primera vegada- que Carpio havia estat l'autor intel·lectual del crim i es refereixen al suïcidi de Marcial com «un acte de covardia política per a evadir la seva responsabilitat i salvar el seu nom ja tacat per la infàmia que ell mateix es va tirar damunt». Salvador Sánchez Cerén va assumir el càrrec de comandant de les FPA, incorporant-se a la Comandància General de l'FMLN. El juny de 2014 va ser elegit president de la República del Salvador i el primer excomandant de la guerrilla del FMAN a exercir aquesta funció. Immediatament després de l'assassinat d'Anaya, el FMAN va anunciar la campanya militar històrica «Comandante Mélida Anaya Montes, Jurem Vèncer!». Des de la seva mort, Anaya és considerada una icona entre les dones d'esquerra del Salvador.